# Cristian Arriagada
Pour les articles homonymes, voir Arriagada.
Arriagada  Pizarro est un nom espagnol. Le premier nom de famille, en général paternel, est Arriagada ; le second, en général maternel, souvent omis, est Pizarro.
Cristian Arriagada Pizarro, né le 2 novembre 2002 à Curicó, est un coureur cycliste chilien.

## Biographie
Cristian Arriagada est originaire de Curicó. Son père Marcelo et son oncle Marco sont d'anciens cyclistes de bon niveau,. Il a aussi un frère aîné, Matías, qui pratique ce sport en compétition. Membre régulier de l'équipe nationale du Chili, il participe à des courses sur route et sur piste. 
Lors de la saison 2021, il se révèle au niveau international en terminant troisième de l'élimination et de l'omnium à Cali, dans le cadre de la Coupe des Nations. Il obtient également une médaille de bronze aux championnats panaméricains. L'année suivante, il décroche de nouvelles médailles sur piste aux Jeux sud-américains et aux Jeux bolivariens, avec la délégation chilienne. Il devient ensuite vice-champion panaméricain du scratch en 2024.

## Palmarès sur piste

### Coupe des Nations
- 2021
  - 3e de l'élimination à Cali
  - 3e de l'omnium à Cali

### Championnats panaméricains
- Lima 2021
  -  Médaillé de bronze de l'élimination
- Carson 2024
  -  Médaillé d'argent du scratch

### Jeux sud-américains
- Asuncion 2022
  -  Médaillé d'argent de l'américaine
  -  Médaillé de bronze de la poursuite par équipes

### Jeux bolivariens
- Valledupar 2022
  -  Médaillé d'argent de la poursuite par équipes
  -  Médaillé de bronze de l'omnium

## Palmarès sur route

### Par année
- 2021
  - 2e du championnat du Chili du contre-la-montre espoirs
  - 3e du championnat du Chili sur route espoirs
- 2022
  - Clásica Curicó-Iloca[4]
- 2023
  - 1re étape de la Vuelta Maule Centro[5]
  - 2e du championnat du Chili du contre-la-montre espoirs
- 2025
  - 2e étape de la Vuelta Maule Centro
  - 2e du championnat du Chili du contre-la-montre
  - 3e de la Vuelta Maule Centro

### Classements mondiaux
| Année            | 2021 | 2022 | 2023 |
| ---------------- | ---- | ---- | ---- |
| UCI America Tour | 248e | 370e | 310e |